# Jean Codognès
Jean Codognès (Perpinyà, 6 de setembre de 1953) és un polític nordcatalà, antic diputat a l'Assemblea Nacional Francesa.

## Biografia
És un advocat de prestigi, militant del Partit Socialista i proper a Martine Aubry i Arnaud Montebourg. Fou elegit diputat per la segona circumscripció dels Pirineus Orientals a les eleccions legislatives franceses de 1997. A l'Assemblea Nacional Francesa fou membre de la comissió d'investigació sobre el funcionament dels tribunals de comerç. Es presentà a la reelecció el 2002, però fou derrotat per poc marge per la candidata dretana Arlette Franco.
A les eleccions cantonals franceses de 1998 fou escollit membre del Consell General dels Pirineus Orientals pel cantó de Perpinyà-1, ocupant el lloc deixat pel batlle de Perpinyà Jean-Paul Alduy. Fou reescollit a les eleccions de 2004 i 2008, i actualment ocupa una de les vicepresidències.
A les eleccions municipals de 2008 presentà com a cap d'una candidatura d'esquerres a l'ajuntament de Perpinyà. Tot i que era ja exclòs del partit, la candidatura va rebre el suport del PCF, PS i LO, però fou derrotada per la llista UMP d'Alduy, tot i que en la segona volta va rebre el suport del MoDem i alguns caps dels Verts. Encara que es va repetir les eleccions a causa del frau electoral, fou derrotat novament. Actualment és conseller municipal i el cap de l'oposició municipal de Perpinyà.